# Tony Price
Anthony Price, detto Tony (New York, 5 gennaio 1957), è un ex cestista statunitense.
È il padre di A.J. Price.

## Carriera
Venne selezionato dai Detroit Pistons al secondo giro del Draft NBA 1979 (29ª scelta assoluta).
Ha giocato in NBA con i San Diego Clippers.